# Allan Simonsen (piloto)
Allan Simonsen (Odense, 5 de julio de 1978-Le Mans, 22 de junio de 2013) fue un piloto de automovilismo danés. Murió durante la 81.ª edición de las 24 Horas de Le Mans cuando se encontraba en la tercera vuelta de la carrera.

## Carrera
Allan Simonsen comenzó en su país natal compitiendo en karting desde los diez años. Así fue que en 1997 terminó compitiendo en la Fórmula Super A junto con Giorgio Pantano (tercero), Jenson Button (undécimo), entre otros pilotos. Al año siguiente terminó segundo en la clasificación de este campeonato. En 1999 se cambió a la Fórmula Ford. Luego de estar durante el 2001 fuera de competencia por no haber podido reunir el patrocinio necesario, en 2002 volvió a competir corriendo para el equipo de Maranello inglés.[cita requerida] Más tarde se fue a vivir a Australia.
Allí compitió en Australian Nations Cup Championship (subcampeón Grupo 2 en 2003), Australian GT Championship (campeón 2007 y subcampeón 2008) y, de forma esporádica, V8 Supercars. En esos años comenzó a competir en campeonatos internacionales de GT. En 2009 ganó los 1000 km de Okayama en GT2, que le otorgó el título de la clase en Asian Le Mans Series junto a su compañero Dominik Farnbacher.
En 2007 debutó en las 24 Horas de Le Mans con un tercer puesto en GT2. En 2010 fue segundo en la clase con un Ferrari F430 GT2.

## Muerte

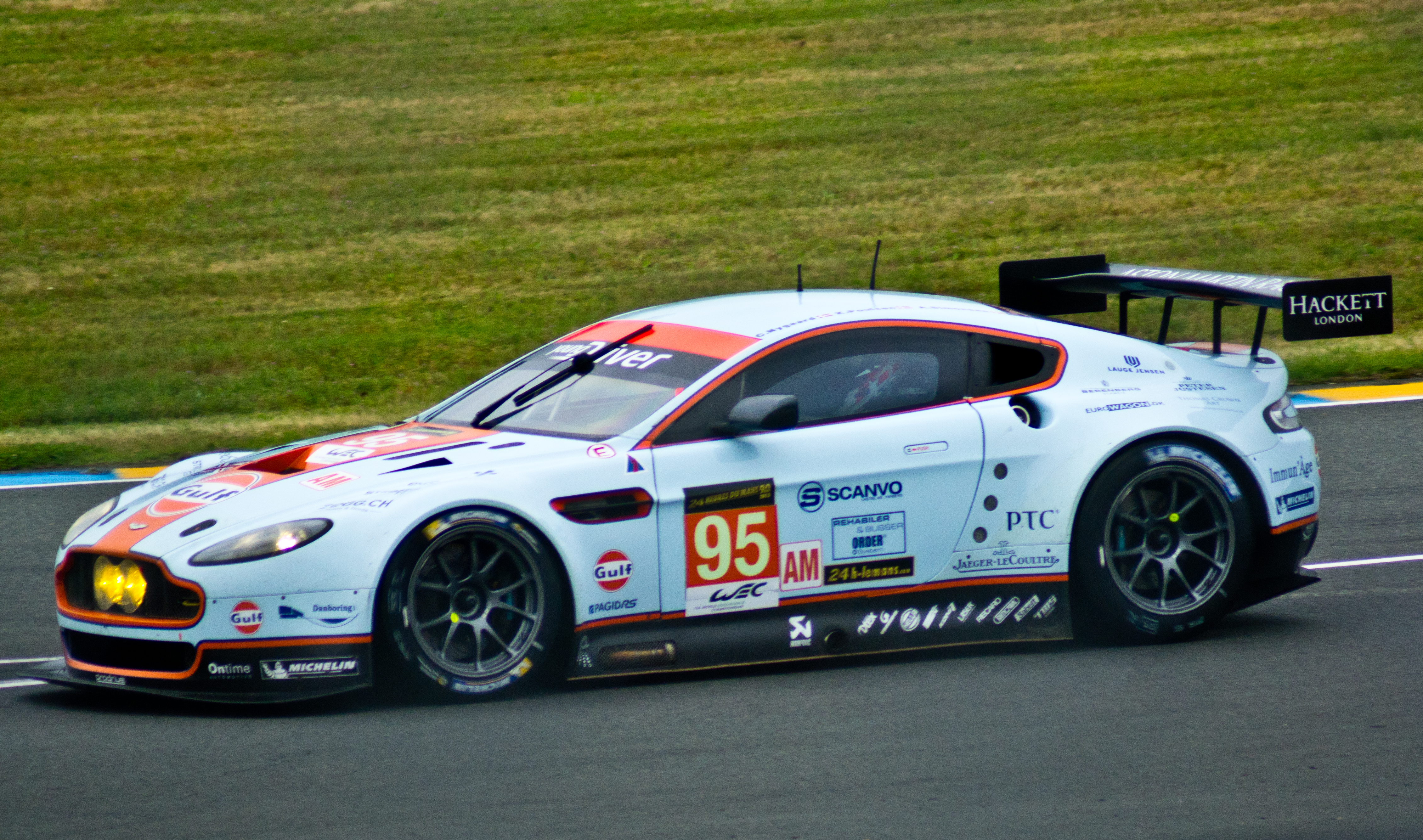
Simonsen en las 24 Horas de 2013, antes del fatal accidente.

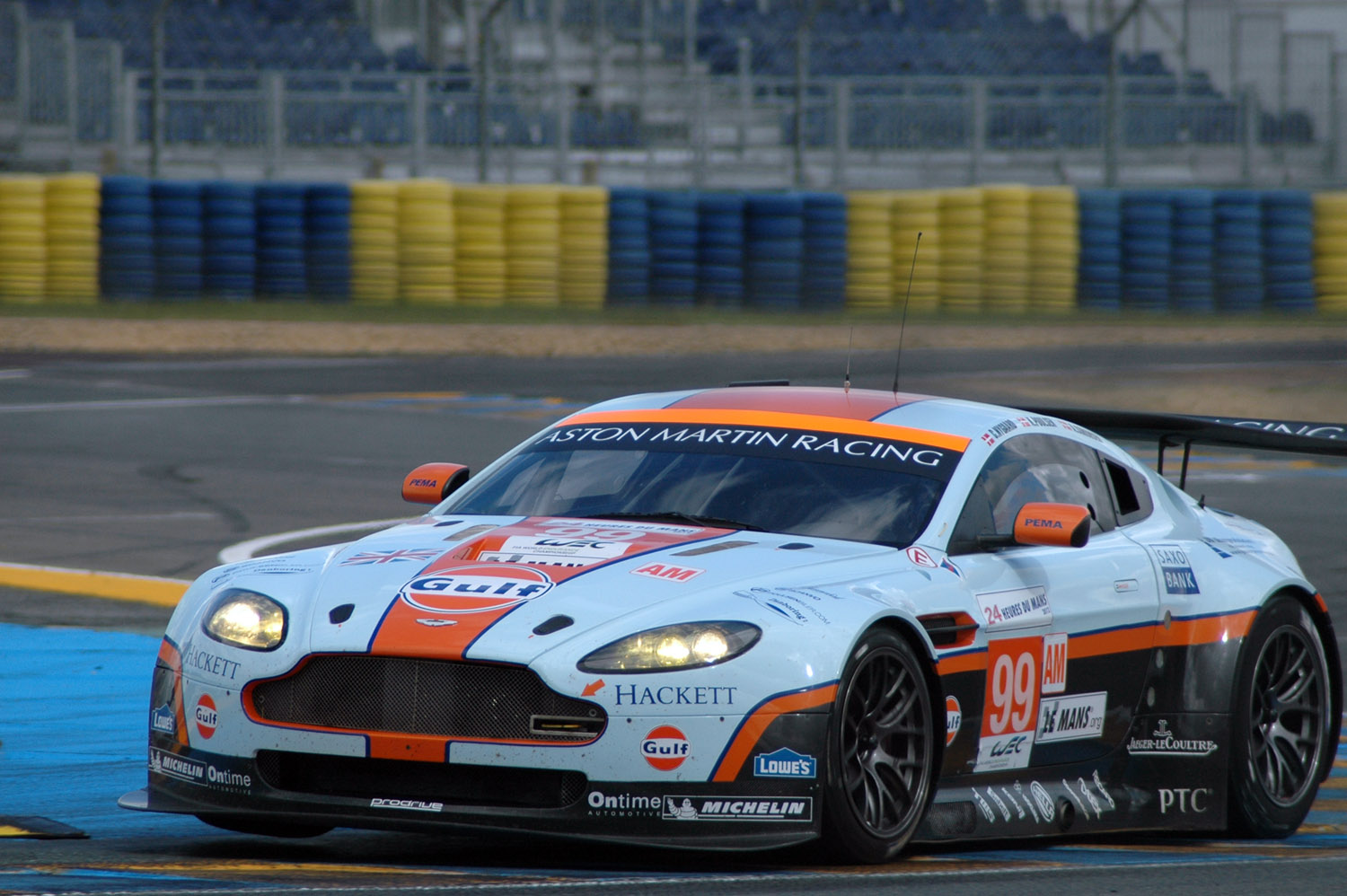
Simonsen manejando el Aston Martin Vantage GTE en una práctica previa a las 24 Horas de Le Mans 2012

Mientras competía por 7ª vez en las 24 Horas de Le Mans el piloto danés giró su Aston Martin Vantage GTE en la curva del Tertre Rouge e impactó contra las barreras de seguridad. Simonsen fue sacado del auto y reportado consciente antes de ser llevado al centro médico donde falleció a causa de su grave estado. Su muerte, confirmada mediante un comunicado oficial firmado por el presidente de la FIA Jean Todt, fue la primera durante las 24 horas desde que Jo Gartner muriera en 1986. Por el contrario el piloto francés Sébastien Enjolras, que falleció en 1997, había sufrido un accidente durante las rondas preclasificatorias.
Allan estaba casado con Carina y tenía una pequeña hija de un año llamada Mie-Mai. Su compatriota Tom Kristensen le dedicó la victoria una vez finalizada la carrera.

## Resultados

### 24 horas de Le Mans

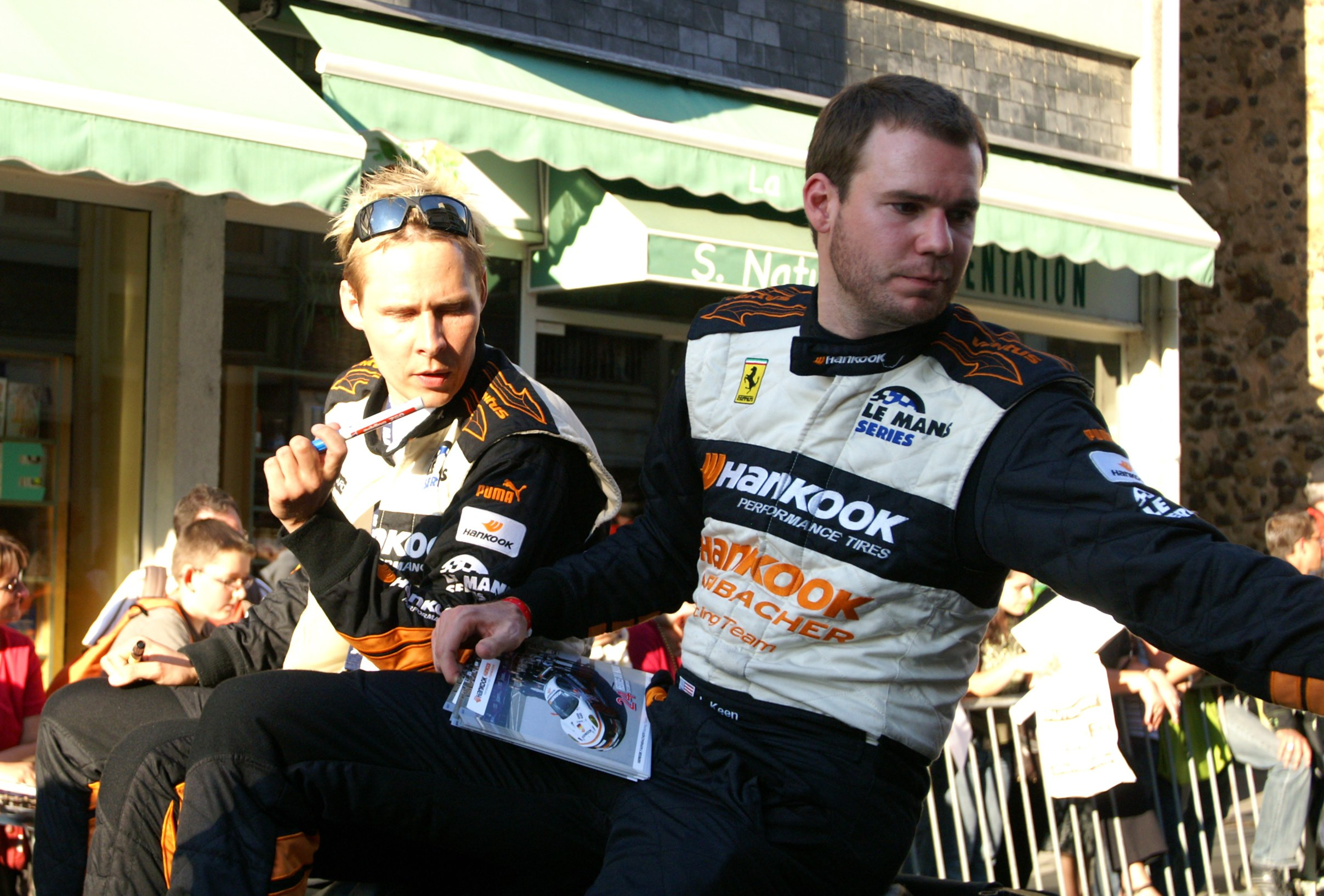
Allan Simonsen junto al estadounidense Leh Keen en 2010.

| Año     | Equipo                             | Copilotos                              | Auto                     | Clase   | Vueltas | Pos. | Class Pos. |
| ------- | ---------------------------------- | -------------------------------------- | ------------------------ | ------- | ------- | ---- | ---------- |
| 2007    | Autorlando Sport Farnbacher Racing | Pierre Ehret Lars-Erik Nielsen         | Porsche 997 GT3-RSR      | GT2     | 309     | 21.º | 3.º        |
| 2008    | Kruse Schiller Motorsport          | Jean de Pourtales Hideki Noda          | Lola B05/40-Mazda        | LMP2    | 147     | DNF  | DNF        |
| 2009    | Hankook Team Farnbacher            | Dominik Farnbacher Christian Montanari | Ferrari F430 GT2         | GT2     | 183     | DNF  | DNF        |
| 2010    | Hankook Team Farnbacher            | Dominik Fanbacher Leh Keen             | Ferrari F430 GT2         | GT2     | 336     | 12.º | 2.º        |
| 2011    | Hankook Team Farnbacher            | Dominik Farnbacher Leh Keen            | Ferrari 458 Italia GTC   | GTE Pro | 137     | DNF  | DNF        |
| 2012    | Aston Martin Racing                | Christoffer Nygaard Kristian Poulsen   | Aston Martin Vantage GTE | GTE Am  | 31      | DNF  | DNF        |
| 2013    | Aston Martin Racing                | Christoffer Nygaard Kristian Poulsen   | Aston Martin Vantage GTE | GTE Am  | 2       | DNF  | DNF        |
| Fuente: |                                    |                                        |                          |         |         |      |            |